# Momia Juanita
La Momia Juanita es una momia humana que pertenece a la cultura Inca. Se cree que fue parte de una ceremonia de capac cocha, una ofrenda humana frecuente en el Imperio Inca, y que posiblemente murió durante el reinado del Sapa Inca Pachacútec.
Durante una expedición al volcán inactivo Ampato en 1995, ubicado en la región peruana de Arequipa, el arqueólogo de montaña Johan Reinhard y el andinista Miguel Zárate, divisaron a lo lejos algo que relucía en el interior del cráter del volcán y bajaron a la hondonada encontrando un bulto. Lo levantaron con cuidado y con asombro vieron que se trataba del cuerpo de una joven, excelentemente conservada. Además, en los alrededores encontraron varias ofrendas, incluidas algunas illas, estatuillas de oro y de spondyllus, y varios tipos de plantas.

## Historia
El cadáver de esta jovencita fue sometido a una autopsia virtual en los laboratorios de la Johns Hopkins Hospital de Baltimore, (Maryland, Estados Unidos). Se le hicieron tomografías y se la sometió a rayos X tridimensionales. Los científicos llegaron a las siguientes conclusiones:
- Juanita murió a los 13 o 14 años de edad, entre 1440 y 1450 d. C. aproximadamente.
- Tenía una estatura de 1,58 metros.
- Había sido esbelta y bella.
- No había sufrido de ninguna enfermedad.
- Se la encontró sosteniendo su cordón umbilical, que probablemente se había guardado específicamente para su sacrificio. Este hallazgo explica que probablemente fue seleccionada para ser sacrificada antes de su nacimiento.
- Tenía una dentadura perfecta y huesos fuertes.
- Aproximadamente un año antes de su muerte, Juanita cambió de una dieta inca estándar de papas y vegetales a los alimentos más elitistas de proteína animal y maíz, junto con grandes cantidades de coca y alcohol.
- Había ayunado un día antes del sacrificio.
- Tenía una fisura de 5 cm en el cráneo y una hemorragia interna que terminó con su corta existencia.
- Habría muerto de un certero golpe en la cabeza, producido probablemente con una macana, cuando estaba arrodillada.

## Descubrimiento
El cadáver causó una gran sensación en el mundo científico, por lo bien conservada que estaba. Entre mayo y junio de 1996, fue exhibida en la sede del National Geographic Society, en Washington, en una urna especialmente climatizada, y después fue donada a la Universidad Católica de Santa María de Arequipa.
En el mes de junio de 1996, la revista National Geographic, lanzó un suplemento especial, dedicado a este descubrimiento. Konrad Spindler manifestó: “Es el ser humano mejor conservado de las Américas” y agrega: “Es la primera mujer hallada en los Andes más cerca al Cusco […] Pudo ser cusqueña, pudo llegar viva al nevado y pudo ser sacrificada en pareja”...

## Análisis científico

### Cuerpo
Mientras Reinhard y Zárate luchaban en la cumbre de Ampato para levantar el pesado haz que contenía el cuerpo de Juanita, se dieron cuenta de que su masa corporal probablemente había aumentado por la congelación de la carne. Cuando se pesaba inicialmente en Arequipa, el paquete que contenía "Juanita" pesaba más de 90 libras (40,82 kilos). Su comprensión resultó ser correcta; Juanita está casi completamente congelada, lo que la convierte en un importante hallazgo científico. Como algunas otras momias incas a gran altitud, Juanita fue encontrada congelada y por lo tanto sus restos y prendas no fueron desecados como las de las momias encontradas en otras partes del mundo. Fue conservada por las condiciones de congelación en la cima de la montaña, en lugar de ser momificada artificialmente, como es el caso de las momias egipcias. Su piel, órganos, tejidos, sangre, cabello, contenido estomacal y prendas de vestir están extremadamente bien conservados, ofreciendo a los científicos una visión de la cultura inca durante el reinado de Pachacútec (reinado 1438-1471/1472).
El análisis del contenido de su estómago reveló que comió una comida de vegetales de seis a ocho horas antes de su muerte. Algunas pruebas sugieren que puede haber venido de una familia noble del Cuzco. El análisis isotópico estable de otros sacrificios de niños en la zona ha encontrado cambios en la dieta en el último año de vida para indicar si se originaron de familias comunes. Esto suele indicarse por la cantidad de proteína de carne y maíz consumida. Las familias nobles consumirían carne y maíz regularmente, mientras que esto puede no ser el caso de una familia no noble. Dado que no existe un análisis específico de Juanita, no es concluyente si procede o no de una familia noble. Sin embargo, el análisis de sacrificios similares de niños en la región y alrededores indican que a los seis meses antes de su muerte estaban en Cusco, probablemente para una ceremonia antes de hacer su viaje a las montañas.

### ADN
Los científicos del Institute for Genomic Research (TIGR), de Maryland en pruebas de laboratorio, lograron recuperar células de los tejidos del corazón de la jovencita. Estas pruebas sirvieron para:
- Identificar su ADN.
- Comparar el ADN de “Juanita” con el ADN del programa Genoma Humano.
- Esos estudios preliminares demostraron que “Juanita” tenía parentesco lejano con la tribu Ngöbe de Panamá y con antiguas razas taiwanesas y coreanas. Ahora, con un mayor banco de datos, se han confirmado que Juanita es de los Andes (ver McKenney et al 2007).
- El ADN mitocondrial revela su pertenencia al haplogrupo A (ADNmt).

## Causa de muerte
El radiólogo Elliot K. Fishman concluyó que murió por un traumatismo contundente en la cabeza. Observó que la cuenca del ojo derecho agrietada y la fractura de dos pulgadas en su cráneo son lesiones "típicas de alguien que ha sido golpeado por un bate de béisbol". El golpe causó una hemorragia masiva, llenando su cráneo de sangre y empujando su cerebro a un lado.

## Ubicación actual
A la fecha, el cuerpo de Juanita se encuentra en el Museo Santuario de Altura del Sur Andino de la Universidad Católica de Santa María de Arequipa, Perú. Se encuentra en un congelador especial, protegida del medio ambiente por una cámara de vidrio cerrada al vacío. La urna está asegurada con perfiles de acero y tiene en su interior dos capas de plexiglás. El interior de esta urna se encuentra a una temperatura de -19 °C, para evitar la descomposición del cadáver, con luz bastante débil para evitar la propagación de 
virus.

### Otras momias
En el mismo museo están “Urpicha” ('palomita', hallada en el volcán Pichu Pichu de Arequipa), “Sarita” (encontrada en el volcán Sara Sara, en Ayacucho) y otras cinco mujeres halladas en el volcán Misti en agosto de 1998. Estos hallazgos confirman que en el imperio inca también se practicaron sacrificios humanos, contra la opinión anterior de que hubieran sido propios solo de Mesoamérica. También destacan los tres cuerpos humanos excepcionalmente conservados por aproximadamente 500 años a una altitud de 6700 m s.n.m., en la cumbre del volcán Llullaillaco. Fueron hallados en 1999 por una expedición codirigida por los arqueólogos de montaña Johan Reinhard, de EE. UU., y Constanza Ceruti, Argentina, y financiada por la National Geographic Society. Gracias al trabajo mancomunado de un equipo formado por montañeros y arqueólogos argentinos y peruanos se rescataron los cuerpos de una joven de 15 años, conocida como «La Doncella», una niña de unos 6 años «la Niña del Rayo» y un niño de 7 años. Actualmente se encuentran conservados y alojados en el Museo de Arqueología de Alta Montaña de Salta, ubicado en la capital de la provincia de Salta, Argentina.
En tanto, el niño del cerro El Plomo corresponde a una ofrenda inca en el marco de la capacocha, del siglo XV. Fue encontrado en febrero de 1954 por arrieros en el cerro el Plomo, ubicado frente a la ciudad de Santiago. El cuerpo se conserva en una cámara especial, situada en al Área de Antropología del Museo Nacional de Historia Natural de Chile.